# Saint-Marcellin, Isère
Saint-Marcellin är en kommun i departementet Isère i regionen Auvergne-Rhône-Alpes i sydöstra Frankrike. Kommunen ligger i kantonen Saint-Marcellin som tillhör arrondissementet Grenoble. År 2022 hade Saint-Marcellin 7 705 invånare.

## Befolkningsutveckling
Antalet invånare i kommunen Saint-Marcellin
Referens:INSEE

## Vänorter
- Grafing bei München, Tyskland (1994)
- Fiesso d'Artico, Italien (2007)